# Monique Saint-Hélier

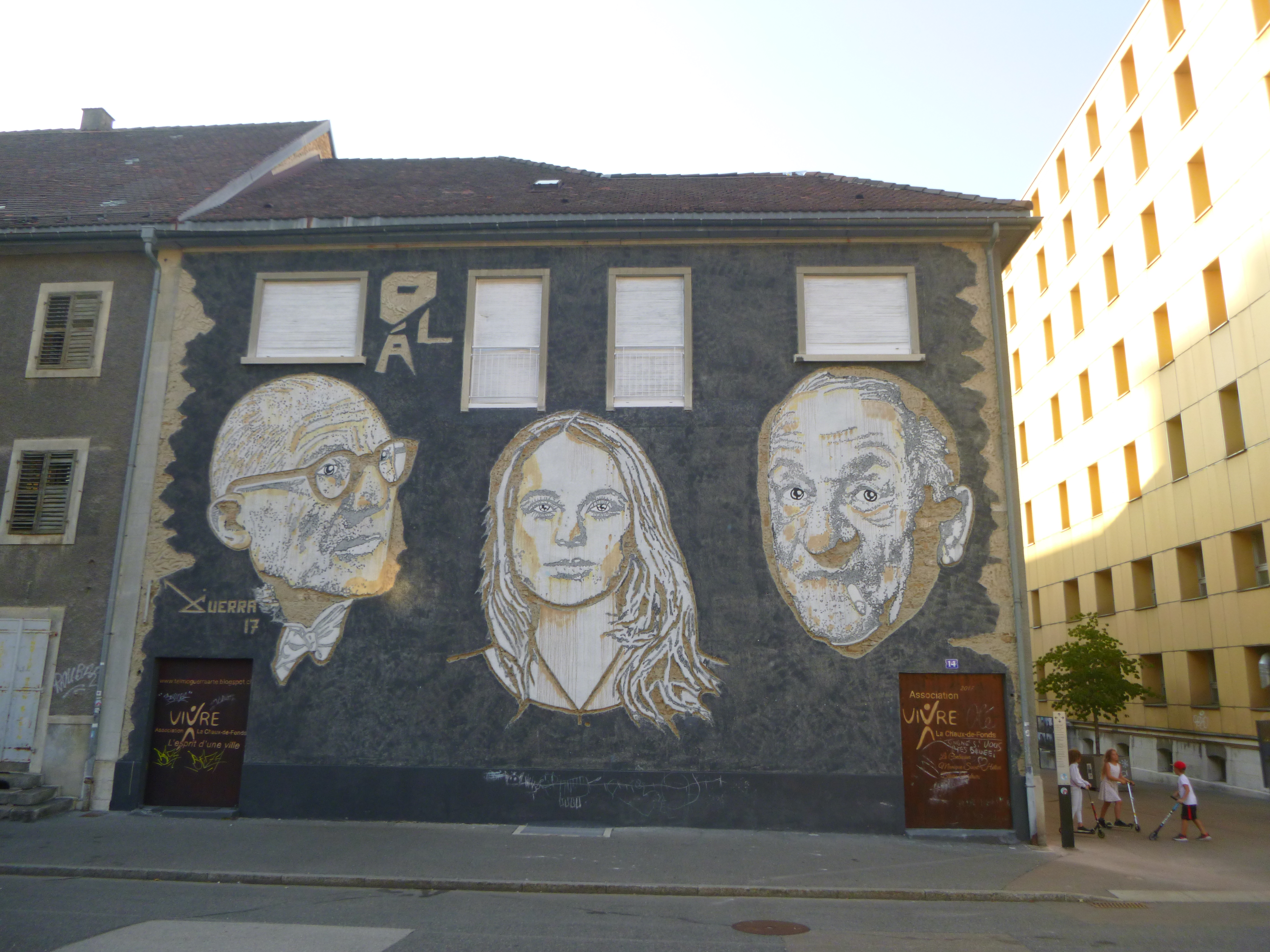
Streetart von Telmo Guerra mit Le Corbusier, Monique Saint-Hélier und Blaise Cendrars in La Chaux-de-Fonds

Monique Saint-Hélier war das Pseudonym von Berthe Eimann-Briod (* 2. September 1895 in La Chaux-de-Fonds, Schweiz; † 9. März 1955 in Pacy-sur-Eure, Frankreich), einer Schweizer Schriftstellerin. Ab 1917 war sie mit dem Schweizer Übersetzer und Lehrer Blaise Briod (1896–1981) verheiratet, beide konvertierten gemeinsam zum Katholizismus.

## Leben
Saint-Hélier wurde 1895 in La Chaux-de-Fonds, einer der bekanntesten Städte der Schweizer Uhrenproduktion, geboren. Ihre Mutter verlor sie im Alter von drei Jahren. Schon mit elf Jahren musste sie sich einer ersten Operation unterziehen. 1917 heiratete sie Blaise Briod, beide studierten in Bern Literatur und konvertierten an ihrem Hochzeitstag zum Katholizismus. Nach ihrer Bekehrung änderte Saint-Hélier 1918 ihren Vornamen zu Monique. (Ihr Künstlername Saint-Hélier bezieht sich auf den heiligen Helier, dessen Gedenktag auf den Geburtstag ihrer Mutter fiel.) 1923 traf sie Rainer Maria Rilke, mit dem sie eine enge Freundschaft verband und der sie zum Schreiben ermunterte. Ihren ersten veröffentlichten Text („A Rilke pour Noël“, 1927) widmete sie ihm. Ende 1925 verließen Saint-Hélier und Briod die Schweiz und gingen nach Paris. In Frankreich verschlechterte sich Saint-Héliers Gesundheitszustand und sie war die meiste Zeit an ihr Bett gefesselt. 1940 floh sie vor dem Einmarsch der deutschen Truppen, musste jedoch bald wieder nach Paris zurückkehren, wo sie bis Kriegsende im Krankenbett ausharrte. In ihrem Tagebuch von 1940–1948 berichtet sie über diese Zeit. Sie starb am 9. März 1955, 14 Tage nach Erscheinen ihres letzten Buches.

## Werk
Für den Schweizer Literaturwissenschaftler Charles Linsmayer ist Saint-Hélier eine „der bedeutendsten Schweizer Autorinnen des 20. Jahrhunderts“. Die französische Literaturkritikerin Isabelle Rüf beschreibt ihren Stil als Bruch mit dem traditionellen französischen Roman und weist auf Ähnlichkeiten zu Virginia Woolf hin. Die Literaturwissenschaftlerin Doris Jakubec sieht Parallelen zu Marcel Prousts polyphoner Erzählweise.
Saint-Héliers Hauptwerk ist ein unabgeschlossener Romanzyklus über den Niedergang der Familien Alérac, Balagny und Graew im Schweizerischen La Chaux-de-Fonds.

## Werke (in deutscher Übersetzung)
- Traumkäfig (Original: La Cage aux rêves. Paris, R.-A. Corrêa, 1932). Deutsch von Hedi Wyss. Huber, Frauenfeld 1990.
- Morsches Holz (Original: Bois-Mort. Paris, Grasset, 1934). Deutsch von Rudolf Jakob Humm. Morgarten Verlag, Zürich 1939 / Suhrkamp, Frankfurt/Main 1987 (1952).
- Strohreiter (Original: Le Cavalier de paille. Paris, Grasset, 1936). Deutsch von Cécile Ines Loos, Morgarten Verlag, Zürich 1939 / Suhrkamp 1952.
- Der Eisvogel (Original: Le Martin-pêcheur. Paris, Grasset, 1953). Deutsch von Leonharda Gescher, Suhrkamp 1954.
- Quick (Original: Quick. Neuchâtel, La Baconnière, 1954). Deutsch von Leonharda Gescher, Suhrkamp 1954.
- Die rote Gießkanne (Original: L’Arrosoir rouge. Paris, Grasset, 1955). Deutsch von Leonharda Gescher, Suhrkamp 1956.